# 아이소스핀
입자물리학에서 아이소스핀(isospin), 동위체 스핀(isotopic spin), 동중핵 스핀(isobaric spin), 혹은 돌스핀은 강한 상호작용을 나타내는 양자수이다. 이 용어는 처음 동위체 스핀(isotopic spin)이라고 불렸지만 이것은 (동위원소에서 처럼) 두 동위체가 서로 다른 핵자들의 수를 갖는다는 인상을 줄 수 있기 때문에 혼란을 준다. 그러나 아이소스핀의 회전은 핵자의 수를 보존한다. 핵물리학자들은 동중핵 스핀(isobaric spin)이라는 용어를 선호하는데, 이것은 좀 더 명확한 의미를 담고 있다. 아이소스핀 대칭은 중입자와 중간자의 상호작용에 대한 좀 더 광범위한 맛깔 대칭의 부분집합이다. 아이소스핀 대칭은 입자물리학에서 매우 중요한 개념들을 담고 있으며 이것에 대한 세밀한 탐구는 역사적으로 쿼크의 발견과 이해 그리고 양-밀스 이론의 전개로 이어졌다.
통상적으로 입자의 스핀(고유각운동량)에서 각운동량이 3차원 공간에서의 방향성을 지닌 물리량이라는 사실에 대응하여 색전하와 관계된 가상적인 공간을 생각하고, 각각의 강입자를 이 공간에서의 벡터로 대응시킬 때 이 벡터량이 아이소스핀이다. 무질량 색역학에서는 아이소스핀 대칭은 정확한 대칭이고, 따라서 아이소스핀은 보존된다. 실제 세계에서는 쿼크가 작지만 고유한 질량을 가지기 때문에 아이소스핀은 오직 근사적인 대칭이며, 근사적으로 보존된다.

## 강입자의 분류

### SU(2) 아이소스핀
아이소스핀 SU(2) 대칭에 따라서, 위 쿼크 및 아래 쿼크로 구성된 강입자들(양성자, 중성자, 델타 중입자, 파이온)를 분류할 수 있다. 위/아래 쿼크는 SU(2) 기본 표현 2에 해당하며, 반쿼크는 2 = 2에 해당한다. 따라서, 하나의 쿼크와 하나의 반쿼크로 이루어진 중간자들은
{\displaystyle \mathbf {2} \otimes {\bar {\mathbf {2} }}=\mathbf {3} \oplus \mathbf {1} }
의 원소이다. 여기서 {\displaystyle \mathbf {3} }은 파이온 π+, π0, π−이고, {\displaystyle \mathbf {1} }은 에타 중간자이다.
중입자는 세 개의 쿼크로 구성된다. 따라서
{\displaystyle \mathbf {2} \otimes \mathbf {2} \otimes \mathbf {2} =\mathbf {4} \oplus \mathbf {2} \oplus \mathbf {2} }
이다. 여기서 4는 델타 중입자이고, 2는 핵자 (양성자와 중성자)이다.

### SU(3) 아이소스핀
마찬가지로, 기묘 쿼크를 추가하여 SU(3) 아이소스핀을 고려할 수도 있다. 이 경우 팔정도를 얻는다. 이에 따라서 중간자는
{\displaystyle \mathbf {3} \otimes {\bar {\mathbf {3} }}=\mathbf {8} \oplus \mathbf {1} },
중입자는
{\displaystyle \mathbf {3} \otimes \mathbf {3} \otimes \mathbf {3} =\mathbf {10} \oplus \mathbf {8} \oplus \mathbf {8} \oplus \mathbf {1} }
로 분류된다. 즉, 중간자는 팔중항으로, 중입자는 십중항과 팔중항으로 분류된다.
|               |               |               |
| 중간자 팔중항 | 중입자 십중항 | 중입자 팔중항 |

## 역사
아이소스핀은 1932년 베르너 하이젠베르크에 의해 당시 새로 발견된 중성자의 대칭을 설명하기 위해 도입되었다. 중성자의 질량과 양성자의 질량은 거의 같고, 전하를 제외한 다른 성질도 거의 같다. 특히, 양성자와 중성자는 동일하게 강한 상호작용을 겪는다. 이 때문에 양성자와 중성자를 통틀어 핵자라고 부른다. 두 핵자는 아이소스핀 대칭에 따라 흡사한 성질을 가지게 된다.
1937년 유진 위그너가 이 양자수를 "아이소스핀"이라고 명명하였다.
아이소스핀의 존재와 그 근사적인 보존은 1960년대 쿼크 모형의 도입으로 설명되었다. 쿼크 모형에 따르면, 아이소스핀은 위 쿼크와 아래 쿼크를 섞는 대칭이다. 이에 따라 중성자가 양성자에서 위 쿼크하나를 아래 쿼크로 치환한 것이라고 가정하면, 두 핵자의 유사한 질량을 설명할 수 있다.

## 같이 보기
- 약한 아이소스핀은 약한 상호작용을 다루는 두 양자수 (약한 아이소스핀, 약한 초전하) 가운데 하나다. 같은 SU(2) 대칭으로, 강한 상호작용의 아이소스핀과 여러 유사한 점이 있으나, 약한 아이소스핀은 아이소스핀과 달리 게이지 대칭이고, 정확히 보존된다.